# Dac cong

Drapeau du Front de Libération du Sud Viêt Nam, dans lequel servirent les dac cong.

Les dac cong (litt: tâche spéciale), aussi connus sous le nom de sapeurs par les Américains (anglais: sapper(s)), étaient des unités d'infanterie d'élite ayant servi dans le vietcong et l'armée populaire vietnamienne pendant la guerre du Viêt Nam. L'éventail de missions des dac cong était large, allant de la simple diffusion de propagande à l'infiltration de bases ennemies pour y détruire infrastructures et matériel. Aujourd'hui, les forces spéciales vietnamiennes actuelles sont les héritières des dac cong.              

## Rôle et organisation
Les dac cong étaient en quelque sorte les forces spéciales des forces communistes au Viêt Nam; il s'agissait d'une solution économe en soldats pour prendre d'assaut les installations ennemies puissamment défendues qu'il aurait été hasardeux d'attaquer par vagues d'infanterie. Un assaut type des dac cong contre une base adverse consistait à s'y infiltrer de nuit, y semer la destruction autant que possible et se replier. Cette méthode exigeait des hommes spécialement entrainés pour ce genre de mission, ainsi qu'une préparation et une exécution minutieuses, mais en contrepartie, les chances de succès étaient bien plus élevés qu'avec un assaut conventionnel qui aurait de surcroit  entrainé des pertes bien plus lourdes.
Employés au départ par la guérilla communiste au début des années 60, les dac cong agissaient  indépendamment de l'armée populaire. Après l'offensive du Tet , toutefois, les dac cong durent répondre directement du haut commandement militaire  à Hanoï, qui disposait d'un service spécialement dédié à la supervision des dac cong et de leurs opérations. Les dac cong étaient divisés en  trois branches : navale, urbaine et terrestre. La première était chargée de l'attaque des installations côtières; la seconde de diffuser la propagande et d'attaquer l'ennemi en ville; enfin la troisième, la plus importante, se chargeait des raids contre les bases ennemies. Les dac cong pouvaient également prendre part à des assauts conventionnels où leur rôle était alors d'ouvrir une brèche dans le dispositif ennemi pour permettre à l'infanterie de s'y engouffrer. Plus accessoirement, les dac cong formaient également les fantassins vietnamiens conventionnels à leurs méthodes.
Un bataillon dac cong terrestre, après la prise mise en main par l'armée populaire, comprenait généralement trois compagnies de soixante hommes divisées en trois sections de vingt hommes, elles-mêmes divisées en six groupes de trois hommes. Il y avait  également une section de communication et une autre de reconnaissance de trente hommes chacune. Enfin, bien que ce ne soit pas systématique, le bataillon pouvait  disposer d'une section d'artillerie équipée de mortiers ou de canons de 57 ou  75 mm sans recul.

## Opérations
Les  raids menés par les dac cong furent très nombreux et ils seraient fastidieux de tous les lister. Dès le début de l'engagement américain au Viêt Nam, les sappers se signalèrent par des opérations spectaculaires comme l'attaque contre le Card ou le camp Holloway. Après les premiers succès, les raids vont se multiplier et devenir un problème récurrent pour les forces anticommunistes.
Parmi les attaques les plus notables, on peut citer le raid contre un base des forces spéciales américaines au nord de Da Nang le 23 août 1968, qui couta la vie à 17 bérets verts, soit un jour noir pour les forces spéciales américaines au Viêt Nam. Le 12 mars 1971, les dac cong mènent une attaque réussie contre la base Mary Ann dans laquelle 33 défenseurs sont tués. Enfin, citons le raid contre la base aérienne de Ponchentong, au Cambodge, le 21 janvier 1971. Ce raid, qui visait à neutraliser les forces aériennes cambodgiennes, fut une réussite complète  et laissa 69 appareils détruits ou sévèrement endommagés.
Il ne s'agit là que de quelques exemples parmi d'autres. Les nageurs des dac cong furent responsables  à eux seuls de 88 attaques réussies contre des navires ennemis entre 1962 et 1969. Dans l'ensemble, l'emploi des dac cong s'avéra être une méthode efficace; à la fin de la guerre, on pouvait mettre à leur crédit des dizaines d'avions et hélicoptères détruits au sol, de nombreux navires endommagés et des quantités colossales de munitions et carburant volatilisées.   

## Après la guerre
Après la victoire finale du Nord-Viêt Nam  en 1975, les dac cong formèrent la base des forces spéciales du Viêt Nam unifié. Elles sont aujourd'hui connues sous le nom de Forces spéciales de l'armée populaire du Viêt Nam.

## Dans la culture
Dans le film Hamburger Hill (1987), le sergent Frantz (Dylan McDermott), pour enseigner la réalité du terrain au recrues, fait jouer à un Vietnamien le rôle d'un sapper qui rampe sous les barbelés avec un lance-roquette.  